# Lütschine
El Lütschine és un riu de l'Oberland bernès, regió de Suïssa. El curs del Lütschine va des de Zweilütschinen, on el seus dos afluents s'uneixen al Llac Brienz a Bönigen. El Schwarze Lütschine (Lütschine negre) flueix de Grindelwald a Zweilütschinen. El Weisse Lütschine (Lütschine blanc) flueix de la vall de Lauterbrunnen a Zweilütschinen. El tram comú del riu té una longitud de 8,6 quilòmetres, mentre que el Schwarze Lütschine és de 12,3 quilòmetres  i el Weisse Lütschine és de 13,1 quilòmetres de largada.
Diu la història que un acudit circulava entre els habitants que van viure en els dos rius, que les persones de Weisse Lütschine deien que els altres "eren tan bruts que el riu es va tornar negre" i els habitants de Schwarze Lütschine van proclamar que els altres "mai es rentaven i així l'altre afluent va quedar perfectament blanc".
Un observador que està a Zweilütschinen a l'hivern podria notar que durant el dia el Schwarze Lütschine la vall a l'est és fosca, ombrejada i freda, mentre que a la vall de Weisse Lütschine al sud (la vall de Lauterbrunnen Vall) és assolellada i lluminosa.

## Actualitat
Després d'una sèrie d'esllavissades a la morrena, des del 2005 s'ha format un llac glacial a la glacera de Grindelwald. Sota l'efecte de l'escalfament global, el llac creix cada any. Es va omplir diverses vegades i va provocar inundacions a la vall, i va provocar danys extensos a les valls de Grindelwald i Lütschental. Per limitar els nous riscos de desbordament, s'està construint un túnel de drenatge.

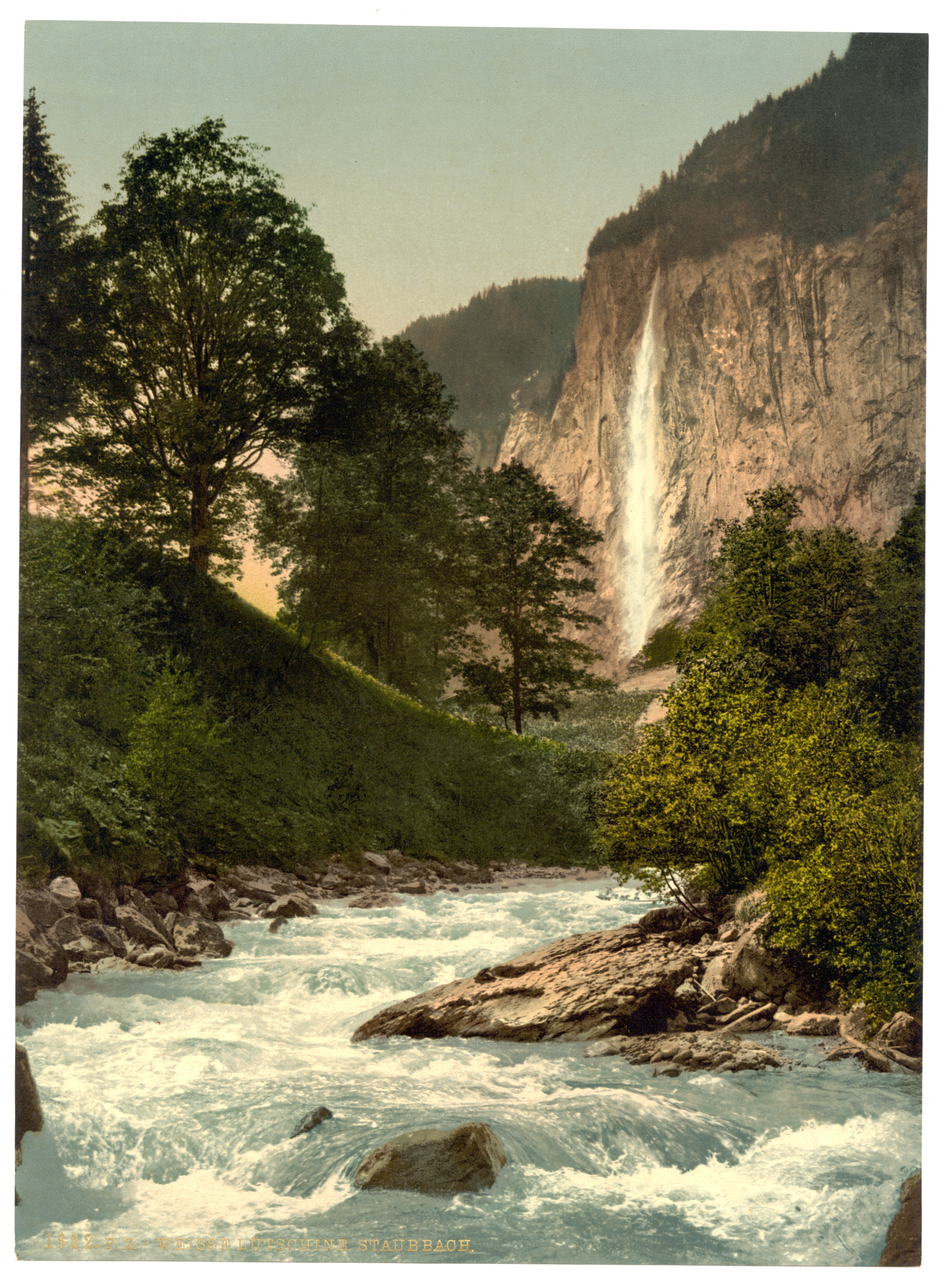
Vall de Lauterbrunnen, Staubbach i White lutschine